# Geteau Ferdinand
Geteau Ferdinand (19 maggio 1974) è un ex calciatore haitiano, di ruolo portiere.

## Carriera

### Nazionale
Ha debuttato in Nazionale il 21 maggio 1999, in Haiti-Honduras (0-2). Ha partecipato, con la Nazionale, alla CONCACAF Gold Cup 2000 e alla CONCACAF Gold Cup 2002. Ha collezionato in totale, con la maglia della Nazionale, 20 presenze.